# 신예지 (방송인)
신예지(Shin Ye Ji, 1988년 5월 12일 ~ )는 대한민국의 아나운서, 기상 캐스터, 방송인이다. 종교는 천주교이다.

## 이력
2009년 전국대학생토론대회에서 스피커상을 수상 후 방송에 입문하였다. 2011년 한국경제TV에서 아나운서로 활동한 뒤 2013년부터는 KBS의 공채 기상캐스터로 활약했다. 현재는 3개의 e스포츠 팀과 70명의 크리에이터 및 40명의 인플루언서가 소속된 MCN회사 카론 크리에이티브를 운영중이며 2022년 4월 음악 레이블이자 버츄얼 음악 엔터테인먼트 브랜드인 카론 유니버스를 설립하여 운영하고 있다.

## 학력
- 2011년 세종대학교 산업디자인학과 학사
- 2013년 연세대학교 대학원 생활디자인학과 시각디자인 석사

## 경력
- 2011년 ~ 2012년 한국경제TV 아나운서
- 2013년 ~ 2017년 KBS 기상캐스터
- 2017년 ~ 2019년 WEGL e스포츠 기획자 및 MC e스포츠 프로팀 감독
- 2019년 ~ 카론 크리에이티브 창업자 & CEO

## 진행

### 텔레비전
- 2016년 KBS 뉴스타임 기상캐스터
- 2016년 ~ 2017년 KBS 뉴스 12 기상캐스터
- 2015년 ~ 2016년 KBS 뉴스라인 기상캐스터
- 2015년 ~ 2016년 KBS 뉴스 7 기상캐스터
- 2015년 KBS 뉴스 5
- 2014년 KBS 아침뉴스타임
- 2013년·2016년 KBS 지구촌뉴스

### 라디오
- 2016년 2월 ~ 2016년 11월 KBS 쿨FM 뮤직쇼

### 사회
- 2014년 : 대한적십자사 희망풍차시리어스 리퀘스트 진행
- 2016년 : 알리안츠생명 알리안츠연도시상식 진행

## 방송
- 2013년 : KBS2 위기탈출 넘버원
- 2014년 : KBS1 아침마당
- 2016년 : KBS 쿨FM 뮤직쇼
- 2016년 : KBS1 아침마당